# Corynoptera boletiphaga
Corynoptera boletiphaga är en tvåvingeart som först beskrevs av Franz Lengersdorf 1940.  Corynoptera boletiphaga ingår i släktet Corynoptera och familjen sorgmyggor.
Artens utbredningsområde är Finland. Arten är reproducerande i Sverige. Inga underarter finns listade i Catalogue of Life.